# Ignacio Pavon
Ignacio Pavon (genannt Pépito Pavon; * 12. Februar 1941 in Madrid; † 16. Oktober 2012 in La Ciotat) war ein französischer Fußballspieler spanischer Herkunft.

## Karriere
Der 160 Zentimeter große Mittelfeldspieler Pavon, der hauptsächlich auf dem rechten Flügel aufgeboten wurde, kam im Kindesalter von Spanien in seine neue Heimat Frankreich und begann das Fußballspielen bei der im Süden des Landes beheimateten ESCN La Ciotat. Er weckte das Interesse des benachbarten Profiklubs Olympique Marseille, der ihn 1960 für seine zweitklassig spielende Mannschaft verpflichtete. Am 21. August 1960 debütierte der damals 19-Jährige bei einem 2:2-Unentschieden gegen Girondins Bordeaux in der zweithöchsten Spielklasse und avancierte zunächst zum Stammspieler, ehe er in der Rückrunde zum Ersatzspieler degradiert wurde. In der nachfolgenden Saison 1961/62 war er wieder in den meisten Fällen gesetzt und Teil eines Teams, das am Saisonende in die oberste nationale Liga aufsteigen konnte. Sein Erstligadebüt gab er am 28. Oktober 1962 bei einer 0:3-Niederlage gegen Olympique Nîmes. Anschließend musste er sich mit sporadischen Einsätzen begnügen und zum Ende der Spielzeit 1962/63 überdies den direkten Wiederabstieg hinnehmen. Auch danach schaffte er nicht die Rückkehr in die Stammelf, weswegen er Marseille im Sommer 1964 verließ.
Nachdem er sich bei Marseille nicht hatte durchsetzen können, kehrte er zurück zu La Ciotat. Er verschwand für mehrere Jahre im Amateurbereich, ehe ihm mit der Mannschaft 1970 der Aufstieg in die zweite Liga gelang. Als Stammspieler trug er in den nachfolgenden Spielzeiten dazu bei, dass der Klassenerhalt zwei Mal erreicht wurde, bevor 1973 der Abstieg nicht mehr vermeidbar war. 1974 gab er mit 33 Jahren das Fußballspielen auf und beendete eine Laufbahn, in der er auf acht Erstligapartien ohne Tor sowie 128 Zweitligapartien mit 13 Toren gekommen war. Sein Sohn Michel Pavon (* 1968) war ab 1986 ebenfalls Profifußballer.